# Großer Preis von Kanada 1984
Der Große Preis von Kanada 1984 (offiziell XXIII Grand Prix du Canada) fand am 17. Juni auf dem Circuit Gilles-Villeneuve in Montreal statt und war das siebte Rennen der Formel-1-Weltmeisterschaft 1984.

## Berichte

### Hintergrund
Bei RAM Racing wurde Stammfahrer Jonathan Palmer, der am zeitgleich stattfindenden 24-Stunden-Rennen von Le Mans teilnahm, von Mike Thackwell vertreten. Das Team Spirit Racing trat mit dem niederländischen Debütanten Huub Rothengatter anstelle von Mauro Baldi an.
Nigel Mansell bestritt seinen 50. Grand Prix.

### Training
Obwohl er sich bei einer Kollision mit seinem Teamkollegen Derek Warwick in der Startphase des Großen Preises von Monaco zwei Wochen zuvor Beinverletzungen zugezogen hatte, wurde Patrick Tambay für den Kanada-GP gemeldet. Er stellte jedoch während des ersten freien Trainings fest, dass ihm das Fahren zu große Schmerzen bereitete und verzichtete daher auf die Teilnahme am weiteren Verlauf des Wochenendes.
Nelson Piquet sicherte sich zum dritten Mal in der laufenden Saison die Pole-Position. Es folgte Alain Prost vor Elio de Angelis und Warwick. Die beiden Ferrari-Piloten René Arnoux und Michele Alboreto bildeten die dritte Startreihe vor Mansell und Niki Lauda.

### Rennen
Der amtierende Weltmeister Piquet ging von der Pole aus in Führung und verteidigte diese Position bis ins Ziel. Zudem konnte er die schnellste Rennrunde für sich verbuchen und erzielte somit an diesem Wochenende einen Grand Slam. Es handelte sich allerdings zugleich um sein erstes Punkte-Resultat in der laufenden Saison, wodurch eine erfolgreiche Titelverteidigung zu diesem Zeitpunkt bereits fraglich war.
Prost hielt bis zur 44. Runde den zweiten Rang. Dann wurde er jedoch von seinem Teamkollegen Lauda überholt, der sich vom achten Platz aus bis zur 14. Runde auf den dritten Rang nach vorn gekämpft hatte. de Angelis erreichte das Ziel als Vierter vor Arnoux und Mansell.

## Meldeliste
| Team                            | Nr. | Fahrer             | Chassis         | Motor                       | Reifen |
| ------------------------------- | --- | ------------------ | --------------- | --------------------------- | ------ |
| MRD International               | 01  | Nelson Piquet      | Brabham BT53    | BMW M12/13 1.5 L4t          | M      |
| MRD International               | 02  | Corrado Fabi       | Brabham BT53    | BMW M12/13 1.5 L4t          | M      |
| Tyrrell Racing Organisation     | 03  | Martin Brundle     | Tyrrell 012     | Ford Cosworth DFY 3.0 V8    | G      |
| Tyrrell Racing Organisation     | 04  | Stefan Bellof      | Tyrrell 012     | Ford Cosworth DFY 3.0 V8    | G      |
| Williams Grand Prix Engineering | 05  | Jacques Laffite    | Williams FW09   | Honda RA163-E 1.5 V6t       | G      |
| Williams Grand Prix Engineering | 06  | Keke Rosberg       | Williams FW09   | Honda RA163-E 1.5 V6t       | G      |
| Marlboro McLaren International  | 07  | Alain Prost        | McLaren MP4/2   | TAG/Porsche TTE PO1 1.5 V6t | M      |
| Marlboro McLaren International  | 08  | Niki Lauda         | McLaren MP4/2   | TAG/Porsche TTE PO1 1.5 V6t | M      |
| Skoal Bandit Formula 1 Team     | 09  | Philippe Alliot    | RAM 02          | Hart 415T 1.5 L4t           | P      |
| Skoal Bandit Formula 1 Team     | 10  | Mike Thackwell     | RAM 02          | Hart 415T 1.5 L4t           | P      |
| John Player Team Lotus          | 11  | Elio de Angelis    | Lotus 95T       | Renault EF4 1.5 V6t         | G      |
| John Player Team Lotus          | 12  | Nigel Mansell      | Lotus 95T       | Renault EF4 1.5 V6t         | G      |
| Team ATS                        | 14  | Manfred Winkelhock | ATS D7          | BMW M12/13 1.5 L4t          | P      |
| Équipe Renault Elf              | 15  | Patrick Tambay     | Renault RE50    | Renault EF4 1.5 V6t         | M      |
| Équipe Renault Elf              | 16  | Derek Warwick      | Renault RE50    | Renault EF4 1.5 V6t         | M      |
| Barclay Nordica Arrows BMW      | 17  | Marc Surer         | Arrows A6       | Ford Cosworth DFV 3.0 V8    | G      |
| Barclay Nordica Arrows BMW      | 18  | Thierry Boutsen    | Arrows A7       | BMW M12/13 1.5 L4t          | G      |
| Toleman Group Motorsport        | 19  | Ayrton Senna       | Toleman TG184   | Hart 415T 1.5 L4t           | M      |
| Toleman Group Motorsport        | 20  | Johnny Cecotto     | Toleman TG184   | Hart 415T 1.5 L4t           | M      |
| Spirit Racing                   | 21  | Huub Rothengatter  | Spirit 101B     | Hart 415T 1.5 L4t           | P      |
| Benetton Team Alfa Romeo        | 22  | Riccardo Patrese   | Alfa Romeo 184T | Alfa Romeo 890T 1.5 V8t     | G      |
| Benetton Team Alfa Romeo        | 23  | Eddie Cheever      | Alfa Romeo 184T | Alfa Romeo 890T 1.5 V8t     | G      |
| Osella Squadra Corse            | 24  | Piercarlo Ghinzani | Osella FA1F     | Alfa Romeo 890T 1.5 V8t     | P      |
| Ligier Loto                     | 25  | François Hesnault  | Ligier JS23     | Renault EF4 1.5 V6t         | M      |
| Ligier Loto                     | 26  | Andrea de Cesaris  | Ligier JS23     | Renault EF4 1.5 V6t         | M      |
| Scuderia Ferrari SpA SEFAC      | 27  | Michele Alboreto   | Ferrari 126C4   | Ferrari 031 1.5 V6t         | G      |
| Scuderia Ferrari SpA SEFAC      | 28  | René Arnoux        | Ferrari 126C4   | Ferrari 031 1.5 V6t         | G      |

## Klassifikationen

### Qualifying
| Pos. | Fahrer             | Konstrukteur        | Qualifikationstraining 1 | Qualifikationstraining 1 | Qualifikationstraining 2 | Qualifikationstraining 2 | Start |
| Pos. | Fahrer             | Konstrukteur        | Zeit                     | Ø-Geschwindigkeit        | Zeit                     | Ø-Geschwindigkeit        | Start |
| ---- | ------------------ | ------------------- | ------------------------ | ------------------------ | ------------------------ | ------------------------ | ----- |
| 01   | Nelson Piquet      | Brabham-BMW         | 1:27,154                 | 182,160 km/h             | 1:25,442                 | 185,810 km/h             | 01    |
| 02   | Alain Prost        | McLaren-TAG-Porsche | 1:26,477                 | 183,586 km/h             | 1:26,198                 | 184,181 km/h             | 02    |
| 03   | Elio de Angelis    | Lotus-Renault       | 1:27,139                 | 182,192 km/h             | 1:26,306                 | 183,950 km/h             | 03    |
| 04   | Derek Warwick      | Renault             | 1:29,682                 | 177,025 km/h             | 1:26,420                 | 183,707 km/h             | 04    |
| 05   | René Arnoux        | Ferrari             | 1:27,917                 | 180,579 km/h             | 1:26,549                 | 183,434 km/h             | 05    |
| 06   | Michele Alboreto   | Ferrari             | 1:28,604                 | 179,179 km/h             | 1:26,764                 | 182,979 km/h             | 06    |
| 07   | Nigel Mansell      | Lotus-Renault       | 1:28,277                 | 179,843 km/h             | 1:27,246                 | 181,968 km/h             | 07    |
| 08   | Niki Lauda         | McLaren-TAG-Porsche | 1:28,548                 | 179,293 km/h             | 1:27,392                 | 181,664 km/h             | 08    |
| 09   | Ayrton Senna       | Toleman-Hart        | 1:29,282                 | 177,819 km/h             | 1:27,448                 | 181,548 km/h             | 09    |
| 10   | Andrea de Cesaris  | Ligier-Renault      | 1:29,618                 | 177,152 km/h             | 1:27,922                 | 180,569 km/h             | 10    |
| 11   | Eddie Cheever      | Alfa Romeo          | 1:29,418                 | 177,548 km/h             | 1:28,032                 | 180,344 km/h             | 11    |
| 12   | Manfred Winkelhock | ATS-BMW             | 1:32,311                 | 171,984 km/h             | 1:28,909                 | 178,565 km/h             | 12    |
| 13   | François Hesnault  | Ligier-Renault      | 1:31,146                 | 174,182 km/h             | 1:29,187                 | 178,008 km/h             | 13    |
| 14   | Riccardo Patrese   | Alfa Romeo          | 1:29,205                 | 177,972 km/h             | 1:30,064                 | 176,275 km/h             | 14    |
| 15   | Keke Rosberg       | Williams-Honda      | 1:29,423                 | 177,538 km/h             | 1:29,284                 | 177,815 km/h             | 15    |
| 16   | Corrado Fabi       | Brabham-BMW         | 1:30,831                 | 174,786 km/h             | 1:29,764                 | 176,864 km/h             | 16    |
| 17   | Jacques Laffite    | Williams-Honda      | 1:30,115                 | 176,175 km/h             | 1:29,915                 | 176,567 km/h             | 17    |
| 18   | Thierry Boutsen    | Arrows-BMW          | 1:30,887                 | 174,678 km/h             | 1:30,073                 | 176,257 km/h             | 18    |
| 19   | Piercarlo Ghinzani | Osella-Alfa Romeo   | 1:32,189                 | 172,211 km/h             | 1:30,918                 | 174,619 km/h             | 19    |
| 20   | Johnny Cecotto     | Toleman-Hart        | 1:34,731                 | 167,590 km/h             | 1:31,459                 | 173,586 km/h             | 20    |
| 21   | Martin Brundle     | Tyrrell-Ford        | 1:33,945                 | 168,992 km/h             | 1:31,785                 | 172,969 km/h             | 21    |
| 22   | Stefan Bellof      | Tyrrell-Ford        | 1:34,309                 | 168,340 km/h             | 1:31,797                 | 172,947 km/h             | 22    |
| 23   | Marc Surer         | Arrows-Ford         | 1:33,014                 | 170,684 km/h             | 1:32,756                 | 171,159 km/h             | 23    |
| 24   | Huub Rothengatter  | Spirit-Hart         | 1:35,217                 | 166,735 km/h             | 1:32,920                 | 170,857 km/h             | 24    |
| 25   | Mike Thackwell     | RAM-Hart            | 1:34,921                 | 167,255 km/h             | 1:33,750                 | 169,344 km/h             | 25    |
| 26   | Philippe Alliot    | RAM-Hart            | 1:35,286                 | 166,614 km/h             | 1:36,900                 | 163,839 km/h             | 26    |
| DNS  | Patrick Tambay     | Renault             | –                        | –                        | –                        | –                        | –     |

### Rennen
| Pos. | Fahrer             | Konstrukteur        | Runden | Stopps | Zeit        | Start | Schnellste Runde |
| ---- | ------------------ | ------------------- | ------ | ------ | ----------- | ----- | ---------------- |
| 01   | Nelson Piquet      | Brabham-BMW         | 70     | 0      | 1:46:23,748 | 01    | 1:28,763 (55.)   |
| 02   | Niki Lauda         | McLaren-TAG-Porsche | 70     | 0      | + 2,612     | 08    | 1:29,083         |
| 03   | Alain Prost        | McLaren-TAG-Porsche | 70     | 0      | + 1:28,032  | 02    | 1:29,433         |
| 04   | Elio de Angelis    | Lotus-Renault       | 69     | 0      | + 1 Runde   | 03    | 1:31,305         |
| 05   | René Arnoux        | Ferrari             | 68     | 1      | + 2 Runden  | 05    | 1:30,210         |
| 06   | Nigel Mansell      | Lotus-Renault       | 68     | 0      | + 2 Runden  | 07    | 1:30,503         |
| 07   | Ayrton Senna       | Toleman-Hart        | 68     | 0      | + 2 Runden  | 09    | 1:31,822         |
| 08   | Manfred Winkelhock | ATS-BMW             | 68     | 0      | + 2 Runden  | 12    | 1:31,071         |
| 09   | Johnny Cecotto     | Toleman-Hart        | 68     | 0      | + 2 Runden  | 20    | 1:32,537         |
| 10   | Philippe Alliot    | RAM-Hart            | 65     | 0      | + 5 Runden  | 26    | 1:35,498         |
| 11   | Eddie Cheever      | Alfa Romeo          | 63     | 0      | DNF         | 11    | 1:30,628         |
| –    | Marc Surer         | Arrows-Ford         | 59     | 0      | DNF         | 23    | 1:33,858         |
| –    | Derek Warwick      | Renault             | 57     | 2      | DNF         | 04    | 1:30,560         |
| –    | Huub Rothengatter  | Spirit-Hart         | 56     | 0      | NC          | 24    | 1:37,209         |
| –    | Andrea de Cesaris  | Ligier-Renault      | 40     | 0      | DNF         | 10    | 1:32,591         |
| –    | Corrado Fabi       | Brabham-BMW         | 39     | 1      | DNF         | 16    | 1:31,767         |
| –    | Thierry Boutsen    | Arrows-BMW          | 38     | 0      | DNF         | 18    | 1:33,069         |
| –    | Riccardo Patrese   | Alfa Romeo          | 37     | 0      | DNF         | 14    | 1:32,716         |
| –    | Keke Rosberg       | Williams-Honda      | 32     | 0      | DNF         | 15    | 1:31,647         |
| –    | Jacques Laffite    | Williams-Honda      | 31     | 0      | DNF         | 17    | 1:32,124         |
| –    | Mike Thackwell     | RAM-Hart            | 29     | 0      | DNF         | 25    | 1:37,157         |
| –    | Piercarlo Ghinzani | Osella-Alfa Romeo   | 11     | 0      | DNF         | 19    | 1:34,664         |
| –    | Michele Alboreto   | Ferrari             | 10     | 0      | DNF         | 06    | 1:30,990         |
| –    | François Hesnault  | Ligier-Renault      | 7      | 0      | DNF         | 13    | 1:35,176         |
| DSQ  | Martin Brundle     | Tyrrell-Ford        | 68     | 1      | + 2 Runden  | 21    | 1:32,385         |
| DSQ  | Stefan Bellof      | Tyrrell-Ford        | 52     | 1      | DNF         | 22    | 1:32,428         |

Anmerkungen
1. 1 2  Aufgrund von Verstößen gegen das Reglement wurden das Team Tyrrell sowie die Fahrer Brundle und Bellof im September 1984 rückwirkend für die gesamte Saison 1984 disqualifiziert. Zudem wurde dem Team die Teilnahme an den letzten drei Rennen des Jahres untersagt.

## WM-Stände nach dem Rennen
Die ersten sechs des Rennens bekamen 9, 6, 4, 3, 2 bzw. 1 Punkt(e). In der Fahrerwertung wurden die besten elf Resultate, in der Konstrukteurswertung alle Resultate gewertet.

### Fahrerwertung
| Pos. | Fahrer            | Konstrukteur        | Punkte |
| ---- | ----------------- | ------------------- | ------ |
| 01   | Alain Prost       | McLaren-TAG-Porsche | 32,5   |
| 02   | Niki Lauda        | McLaren-TAG-Porsche | 24     |
| 03   | René Arnoux       | Ferrari             | 17     |
| 04   | Elio de Angelis   | Lotus-Renault       | 16     |
| 05   | Derek Warwick     | Renault             | 13     |
| 06   | Keke Rosberg      | Williams-Honda      | 11,5   |
| 07   | Michele Alboreto  | Ferrari             | 9,5    |
| 08   | Nelson Piquet     | Brabham-BMW         | 9      |
| 09   | Patrick Tambay    | Renault             | 8      |
| 10   | Nigel Mansell     | Lotus-Renault       | 5      |
| 11   | Ayrton Senna      | Toleman-Hart        | 5      |
| 12   | Riccardo Patrese  | Alfa Romeo          | 3      |
| 13   | Eddie Cheever     | Alfa Romeo          | 3      |
| 14   | Andrea de Cesaris | Ligier-Renault      | 3      |
| 15   | Thierry Boutsen   | Arrows-Ford/-BMW    | 3      |
| 16   | Marc Surer        | Arrows-Ford/-BMW    | 0      |

| Pos. | Fahrer             | Konstrukteur      | Punkte |
| ---- | ------------------ | ----------------- | ------ |
| 17   | Piercarlo Ghinzani | Osella-Alfa Romeo | 0      |
| 18   | Jacques Laffite    | Williams-Honda    | 0      |
| 19   | Mauro Baldi        | Spirit Hart       | 0      |
| 20   | Jonathan Palmer    | RAM-Hart          | 0      |
| 21   | Manfred Winkelhock | ATS-BMW           | 0      |
| 22   | Teo Fabi           | Brabham-BMW       | 0      |
| 23   | Johnny Cecotto     | Toleman-Hart      | 0      |
| 24   | François Hesnault  | Ligier-Renault    | 0      |
| 25   | Philippe Alliot    | RAM-Hart          | 0      |
| –    | Jo Gartner         | Osella-Alfa Romeo | 0      |
| –    | Corrado Fabi       | Brabham-BMW       | 0      |
| –    | Huub Rothengatter  | Spirit Hart       | 0      |
| –    | Mike Thackwell     | RAM-Hart          | 0      |
| DSQ  | Stefan Bellof      | Tyrrell-Ford      | 5      |
| DSQ  | Martin Brundle     | Tyrrell-Ford      | 2      |

### Konstrukteurswertung
| Pos. | Konstrukteur        | Punkte |
| ---- | ------------------- | ------ |
| 01   | McLaren-TAG-Porsche | 56,5   |
| 02   | Ferrari             | 26,5   |
| 03   | Renault             | 21     |
| 04   | Lotus-Renault       | 21     |
| 05   | Williams-Honda      | 11,5   |
| 06   | Brabham-BMW         | 9      |
| 07   | Alfa Romeo          | 6      |
| 08   | Toleman-Hart        | 5      |

| Pos. | Konstrukteur      | Punkte |
| ---- | ----------------- | ------ |
| 09   | Arrows-Ford/-BMW  | 3      |
| 10   | Ligier-Renault    | 3      |
| 11   | Osella-Alfa Romeo | 0      |
| 12   | Spirit-Hart       | 0      |
| 13   | RAM-Hart          | 0      |
| 14   | ATS-BMW           | 0      |
| DSQ  | Tyrrell-Ford      | 7      |

Anmerkungen
1. ↑  Tyrrell wurde im September 1984 wegen Reglementverstoßes aus der Weltmeisterschaft ausgeschlossen; Auslöser waren verbotene Wassertanks, die nach jedem Grand Prix befüllt wurden und auf diese Weise für ein Untergewicht während der Rennen sorgten.